# Filmografia di Braccio di Ferro (Fleischer Studios)
Questo è un elenco dei 109 cortometraggi d'animazione con protagonista Braccio di Ferro prodotti dalla Fleischer Studios per la Paramount Pictures dal 1933 al 1942. Fanno tutti parte della serie Braccio di Ferro eccetto il primo, che fa parte della serie Betty Boop.
Durante la produzione, nel 1941, la Paramount assunse il controllo dello studio Fleischer, rimuovendo i fondatori Max e Dave Fleischer dal controllo dello studio e rinominando l'organizzazione Famous Studios nel 1942. I cartoni animati di Braccio di Ferro continuarono la produzione sotto la Famous Studios dopo Baby Wants a Bottleship del 1942.
Tutti i cartoni animati sono composti da un unico rullo (da 6 a 10 minuti) e in bianco e nero, ad eccezione dei tre Popeye Color Specials (Braccio di Ferro incontra Sinbad del 1936, Popeye the Sailor Meets Ali Baba's Forty Thieves del 1937 e Aladdin and His Wonderful Lamp del 1939), che sono composti da due rulli (da 15 a 22 minuti) e in Technicolor.
Dave Fleischer è stato il regista accreditato di ogni cartone animato prodotto dalla Fleischer Studios. I compiti effettivi di Fleischer erano quelli di un produttore e supervisore creativo, mentre i capi animatori svolgevano gran parte del lavoro assegnato ai registi di altri studi.

## Filmografia

### 1933
| Titolo originale    | Titolo italiano                     | Data di uscita    |
| ------------------- | ----------------------------------- | ----------------- |
| Popeye the Sailor   | Il marinaio Braccio di Ferro        | 14 luglio 1933    |
| I Yam What I Yam    | Braccio di Ferro contro gli indiani | 29 settembre 1933 |
| Blow Me Down!       |                                     | 27 ottobre 1933   |
| I Eats My Spinach   | Gran rodeo                          | 17 novembre 1933  |
| Seasin's Greetinks! | Avventura sul ghiaccio              | 17 dicembre 1933  |
| Wild Elephinks      |                                     | 29 dicembre 1933  |

### 1934
| Titolo originale              | Titolo italiano                        | Data di uscita    |
| ----------------------------- | -------------------------------------- | ----------------- |
| Sock-a-Bye, Baby              | Sss... Baby dorme                      | 19 gennaio 1934   |
| Let's You and Him Fight       | Il campione di boxe                    | 16 febbraio 1934  |
| The Man on the Flying Trapeze | Braccio di Ferro sul trapezio          | 16 marzo 1934     |
| Can You Take It               | Braccio di Ferro al club "Kuisi-Pikia" | 27 aprile 1934    |
| Shoein' Hosses                | Braccio di Ferro maniscalco            | 1º giugno 1934    |
| Strong to the Finich          | Braccio di Ferro e gli spinaci         | 29 giugno 1934    |
| Shiver Me Timbers!            | Il vascello dei fantasmi               | 27 luglio 1934    |
| Axe Me Another                | Braccio di Ferro taglialegna           | 21 agosto 1934    |
| A Dream Walking               | Braccio di Ferro e la sonnambula       | 26 settembre 1934 |
| The Two-Alarm Fire            | Braccio di Ferro vigile del fuoco      | 26 ottobre 1934   |
| The Dance Contest             | Gara di danze                          | 23 novembre 1934  |
| We Aim to Please              | Braccio di Ferro locandiere            | 28 dicembre 1934  |

### 1935
| Titolo originale             | Titolo italiano                           | Data di uscita    |
| ---------------------------- | ----------------------------------------- | ----------------- |
| Beware of Barnacle Bill      | I due rivali                              | 25 gennaio 1935   |
| Be Kind to "Aminals"         | Braccio di Ferro protettore degli animali | 22 febbraio 1935  |
| Pleased to Meet Cha!         | Rivali in amore                           | 22 marzo 1935     |
| The "Hyp-Nut-Tist"           | Braccio di Ferro e l'ipnotizzazione       | 26 aprile 1935    |
| Choose Your "Weppins"        | Braccio di Ferro rigattiere               | 31 maggio 1935    |
| For Better or Worser         | Braccio di Ferro cerca moglie             | 28 giugno 1935    |
| Dizzy Divers                 | Scuola di sub                             | 26 luglio 1935    |
| You Gotta Be a Football Hero | Braccio di ferro campione di foot ball    | 31 agosto 1935    |
| King of the Mardi Gras       | Braccio di ferro l'eroe del luna park     | 27 settembre 1935 |
| Adventures of Popeye         |                                           | 25 ottobre 1935   |
| The Spinach Overture         | Braccio di Ferro direttore d'orchestra    | 7 dicembre 1935   |

### 1936-1942
| Titolo originale                                 | Titolo italiano                                                  | Anno |
| ------------------------------------------------ | ---------------------------------------------------------------- | ---- |
| Vim, Vigor and Vitaliky                          | ?                                                                | 1936 |
| A Clean Shaven Man                               | ?                                                                | 1936 |
| Brotherly Love                                   | Braccio di Ferro volontario                                      | 1936 |
| I-Ski Love-Ski You-Ski                           | ?                                                                | 1936 |
| Bridge Ahoy!                                     | ?                                                                | 1936 |
| What-- No Spinach?                               | ?                                                                | 1936 |
| I Wanna Be a Life Guard                          | ?                                                                | 1936 |
| Let's Get Movin'                                 | ?                                                                | 1936 |
| Never Kick a Woman                               | ?                                                                | 1936 |
| Popeye the Sailor with Little Swee'Pea           | Il piccolo Pisellino                                             | 1936 |
| Hold the Wire                                    | ?                                                                | 1936 |
| The Spinach Roadster                             | ?                                                                | 1936 |
| Popeye the Sailor Meets Sindbad the Sailor       | Braccio di Ferro incontra Sinbad                                 | 1936 |
| I'm in the Army Now                              | Braccio di Ferro militare/Mi sono arruolato                      | 1936 |
| The Paneless Window Washer                       | Braccio di Ferro sul grattacielo/Il lava finestre senza finestra | 1937 |
| Organ Grinder's Swing                            | Braccio di Ferro e il suonatore ambulante                        | 1937 |
| My Artistical Temperature                        | Braccio di Ferro scultore                                        | 1937 |
| Hospitaliky                                      | Braccio di Ferro e l'infermiera                                  | 1937 |
| The Twisker Pitcher                              | ?                                                                | 1937 |
| Morning, Noon and Nightclub                      | Braccio di Ferro ballerino                                       | 1937 |
| Lost and Foundry                                 | Braccio di Ferro e l'ingranaggio                                 | 1937 |
| I Never Changes My Altitude                      | ?                                                                | 1937 |
| I Likes Babies and Infinks                       | Facciamo divertire Bebè                                          | 1937 |
| The Football Toucher Downer                      | L'infanzia di Braccio di Ferro                                   | 1937 |
| Protek the Weakerist                             | Braccio di Ferro e il cucciolo                                   | 1937 |
| Popeye the Sailor Meets Ali Baba's Forty Thieves |                                                                  | 1937 |
| Fowl Play                                        | Braccio di Ferro e il pappagallo                                 | 1937 |
| Let's Celebrake                                  | Braccio di Ferro alla festa di Capodanno                         | 1938 |
| Learn Polikeness                                 | ?                                                                | 1938 |
| The House Builder Upper                          | Braccio di Ferro capomastro                                      | 1938 |
| Big Chief Ugh-Amugh-Ugh                          | ?                                                                | 1938 |
| I Yam Love Sick                                  | ?                                                                | 1938 |
| Plumbing is a "Pipe"                             | ?                                                                | 1938 |
| The Jeep                                         | Il piccolo Jeep                                                  | 1938 |
| Bulldozing the Bull                              | ?                                                                | 1938 |
| Mutiny Ain't Nice                                | ?                                                                | 1938 |
| Goonland                                         | ?                                                                | 1938 |
| A Date to Skate                                  | ?                                                                | 1938 |
| Cops is Always Right                             | ?                                                                | 1938 |
| Customers Wanted                                 | Clienti ricercati/In cerca di clienti                            | 1939 |
| Aladdin and His Wonderful Lamp                   |                                                                  | 1939 |
| Leave Well Enough Alone                          | ?                                                                | 1939 |
| Wotta Nitemare                                   | ?                                                                | 1939 |
| Ghosks is the Bunk                               | ?                                                                | 1939 |
| Hello - How Am I                                 | ?                                                                | 1939 |
| It's the Natural Thing to Do                     | ?                                                                | 1939 |
| Never Sock a Baby                                | ?                                                                | 1939 |
| Shakespearean Spinach                            | ?                                                                | 1940 |
| Females is Fickle                                | ?                                                                | 1940 |
| Stealin' Ain't Honest                            | ?                                                                | 1940 |
| Me Feelins is Hurt                               | ?                                                                | 1940 |
| Onion Pacific                                    | ?                                                                | 1940 |
| Wimmin is a Myskery                              | ?                                                                | 1940 |
| Nurse-Mates                                      | ?                                                                | 1940 |
| Fightin' Pals                                    | ?                                                                | 1940 |
| Doing Impossikible Stunts                        | ?                                                                | 1940 |
| Wimmin Hadn't Oughta Drive                       | ?                                                                | 1940 |
| Puttin' on the Act                               | ?                                                                | 1940 |
| Popeye Meets William Tell                        | Braccio di Ferro e Guglielmo Tell                                | 1940 |
| My Pop, My Pop                                   | ?                                                                | 1940 |
| Popeye the Sailor with Poopdeck Pappy            | ?                                                                | 1940 |
| Popeye Presents Eugene the Jeep                  | ?                                                                | 1940 |
| Problem Pappy                                    | ?                                                                | 1941 |
| Quiet! Pleeze                                    | ?                                                                | 1941 |
| Olive's Sweepstakes Ticket                       | ?                                                                | 1941 |
| Flies Ain't Human                                | ?                                                                | 1941 |
| Popeye Meets Rip Van Winkle                      | ?                                                                | 1941 |
| Olive's Boithday Presink                         | ?                                                                | 1941 |
| Child Psykolojiky                                | ?                                                                | 1941 |
| Pest Pilot                                       | ?                                                                | 1941 |
| I'll Never Crow Again                            | Caccia ai corvi                                                  | 1941 |
| The Mighty Navy                                  | Tutti in coperta                                                 | 1941 |
| Nix on Hypnotricks                               | ?                                                                | 1941 |
| Kickin' the Conga 'Round                         | Balliamo la conga                                                | 1942 |
| Blunder Below                                    | ?                                                                | 1942 |
| Fleets of Stren'th                               | ?                                                                | 1942 |
| Pip-eye, Pup-eye, Poop-eye and Peep-eye          | ?                                                                | 1942 |
| Olive Oyl and Water Don't Mix                    | ?                                                                | 1942 |
| Many Tanks                                       | ?                                                                | 1942 |
| Baby Wants a Bottleship                          | ?                                                                | 1942 |